# Goa People's Congress
Goa People's Congress var en utbrytargrupp ur Kongresspartiet i Goa. GPC under ledning av Francisco Sardinha bröt sig ur Kongresspartiet 2000, och bildade en koalitionsregering tillsammans med BJP i Goa med Sardinha som chefsminister. Regeringen varade i nio månader. Efter brytningen med GPC regerade BJP vidare med hjälp av andra utbrytare ur Kongresspartiet. I samband med Sardinharegeringensfall bröt sig två GPC-ledamöter loss och bildade ett parallellt GPC, under ledning av Sardinhas vice chefsminister Dayanand Narvekar. 
Sardinhas GPC gick samman med Kongresspartiet 5 april 2001. Narvekars GPC förenades med Kongresspartiet 27 augusti samma år.